# Liz Tiberis
Elizabeth Tilberis, nata Elizabeth Jane Kelly, conosciuta professionalmente come Liz Tilberis (Alderley Edge, 7 settembre 1947 – New York, 21 aprile 1999), è stata un'editrice britannica.

## Biografia
Elizabeth Kelly, nata a Alderley Edge, in Cheshire, England, frequentò il Malvern Girls College e poi studiò presso il politecnico Leicester da dove però fu espulsa per aver fatto entrare degli uomini nella propria stanza. Successivamente tentò di frequentare il Jacob Kramer Art College a Leeds. Andrew Tilberis era un tutor d'arte e guardò il suo portfolio per l'ammissione. Non rimase particolarmente impressionato dal suo lavoro, ma Elizabeth Tilberis riuscì a fare un discorso che lo convinse ad ammetterla all'istituto.
Nel 1967 British Vogue organizzò un concorso per giovani giornalisti, arrivando in finale ed ottenendo la possibilità di lavorare per la redazione di Vogue in piccole mansioni, che andavano dal fare il tè allo stirare. Beatrix Miller, all'epoca direttrice della rivista, notò l'entusiasmo di Liz, e la promosse ad assistente di moda nel 1970.
Nel 1971 sposò Andrew Tilberis, nonostante il divieto del padre che non voleva che Liz sposasse "uno straniero". La coppia rimase insieme per trenta anni, sino alla morte di lei. Durante gli anni settanta ed i primi anni ottanta, Liz si sottopose a vari trattamenti di fertilità per tentare di concepire, ma non vi riuscì mai. Alla fine lei ed il marito adottarono Robert nel 1981 e Christopher nel 1985.
Dopo venti anni di Vogue, Liz Tilberis ricevette una vantaggiosa offerta lavorativa a New York per entrare a far parte del team di designer di Ralph Lauren. Era sul punto di accettare, ma fu fermata da Anna Wintour, all'epoca editrice di Vogue. La Wintour era stata promossa direttrice di Vogue America ed il posto vacante che lasciava a British Vogue sarebbe andato a lei. Liz Tilberis accettò l'offerta e divenne nuova editrice di British Vogue. Le vendite della rivista sotto la sua guida aumentarono, e lei stessa dichiarò "Il mio personale viene rispettoso piuttosto che spaventato."
Nel 1992, la Tilberis si trasferì a New York per assumere il timone dell'importante rivista Harper's Bazaar. Nel dicembre 1993, tuttavia le viene diagnosticato un cancro alle ovaie all'età di quarantasei anni, una malattia per la quale lei pubblicamente incolpa le varie cure di fertilità. I successivi sette anni vengono passati fra la chemioterapia ed i suoi sforzi per riportare in auge la rivista, che dopo 125 anni sta vivendo un momento di crisi. Sotto la sua guida, Harper's Bazaar ritorna ad essere la principale rivista di moda statunitense, a cui fanno nuovamente riferimento i principali fotografi del settore, come Patrick Demarchelier.
Dal 1997 Tilberis inoltre è stata presidentessa del Fondo sulla ricerca per il cancro alle ovaie, sino al 21 aprile 1998, giorno in cui la donna è morta. L'intera edizione di luglio 1999 di Harper's Bazaar viene dedicata alla sua memoria. Nel 2012 la rivista Time ha nominato Liz Tiberis come una delle cento personalità ad avere maggiormente influenzato il mondo della moda.